# Braintree (district)
Pour les articles homonymes, voir Braintree.
Braintree est un district non métropolitain de l'Essex, en Angleterre.
Il a été créé le 1er avril 1974 par la fusion des districts urbains de Braintree and Bocking, Halstead et Witham, et des districts ruraux de Braintree et Halstead. Ses principales villes sont Braintree, Witham et Halstead.

## Source
- (en) Cet article est partiellement ou en totalité issu de l’article de Wikipédia en anglais intitulé « Braintree District » (voir la liste des auteurs).